# Dekanat Biskupiec Reszelski
Dekanat Biskupiec Reszelski – jeden z 21 dekanatów w rzymskokatolickiej archidiecezji warmińskiej.

## Parafie
W skład dekanatu wchodzi 11 parafii:
- parafia św. Mikołaja – Biesowo
- parafia bł. Karoliny Kózkówny – Biskupiec
- parafia św. Jana Chrzciciela – Biskupiec
- parafia św. Józefa Rzemieślnika – Kobułty
- parafia Trzech Króli – Kolno
- parafia św. Marii Magdaleny – Lutry
- parafia św. Bonifacego Biskupa i Męczennika – Rybno
- parafia Narodzenia Najświętszej Maryi Panny – Ryn Reszelski
- parafia św. Brata Alberta – Sorkwity
- parafia św. Józefa i Wniebowzięcia Najświętszej Maryi Panny – Stanclewo
- parafia Chrystusa Króla – Węgój

## Historia
Do 15 września 2022 roku w skład dekanatu wchodziło 8 parafii:
- parafia św. Mikołaja – Biesowo
- parafia bł. Karoliny Kózkówny – Biskupiec
- parafia św. Jana Chrzciciela i Narodzenia NMP – Biskupiec
- parafia św. Józefa – Kobułty
- parafia Trzech Króli – Kolno
- parafia Narodzenia Najświętszej Maryi Panny – Ryn Reszelski
- parafia św. Józefa – Stanclewo
- parafia Chrystusa Króla – Węgój

## Sąsiednie dekanaty
Barczewo, Lidzbark Warmiński, Mrągowo, Pasym, Reszel